# Felipe Conceição
Felipe de Oliveira Conceição, meglio noto come Felipe Conceição (Nova Friburgo, 9 luglio 1979), è un allenatore di calcio ed ex calciatore brasiliano, di ruolo attaccante, attuale tecnico del Itabirito.

## Palmarès

### Allenatore
- Campeonato Carioca Série B1: 1

São Goncalo EC: 2013